# Doctor

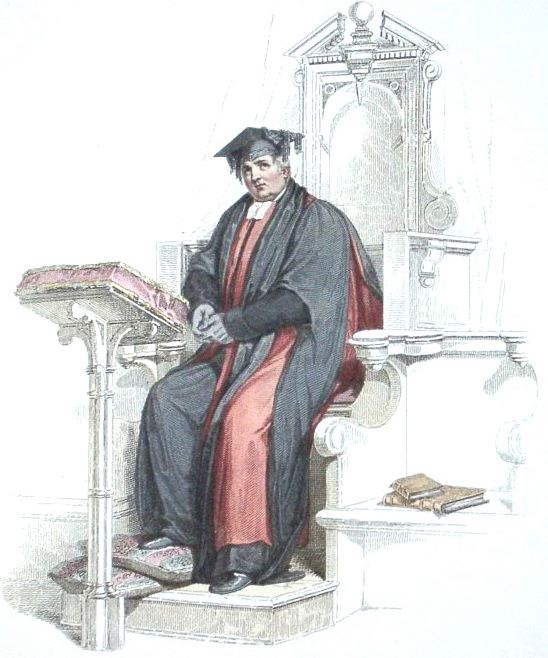
Schilderij van een doctor op Oxford

Doctor (afkorting: dr.) is in de meeste landen de hoogste academische graad of titel die een persoon kan verwerven aan een universiteit. Het behalen van deze graad is de promotie en vindt plaats op basis van wetenschappelijke kwalificaties, waarvan het publiceren van een proefschrift doorgaans het belangrijkst is. Een eredoctoraat is hierop een opvallende uitzondering. Dit wordt zonder publicatie van een proefschrift verleend aan personen die een uitzonderlijke prestatie hebben geleverd op wetenschappelijk of maatschappelijk gebied. De doctorstitel is in Nederland wettelijk beschermd en het ten onrechte voeren van deze titel is verboden.
Doctor is een term die stamt uit het Latijn en kan letterlijk vertaald worden met "leraar". De term heeft verwantschap met woorden als doceren (lesgeven) en doctrine (leer).

## Verwerven van doctorstitel
Om (in Nederland) in aanmerking te komen voor het doctoraat moet eerst een doctoraalexamen worden behaald (drs. doctorandus, lic. licentiaat, mr. meester in de rechten, ir. ingenieur, of een initiële master: MSc, MA of LLM). In uitzonderlijke situaties kan iemand die geen doctoraalexamen heeft gehaald toch promoveren en een doctorstitel verwerven.
Wie doctor wenst te worden, moet aantonen zelfstandig wetenschappelijk onderzoek te kunnen verrichten. Dit wordt afgemeten aan het product, doorgaans een proefschrift. In de technische wetenschappen kan het ook gaan om een technisch product en in steeds meer natuurwetenschappen bestaat een proefschrift uit een bundeling van eerder gepubliceerde wetenschappelijke artikelen. Bij het doctoraat in de kunsten gaat het meestal om een artistieke prestatie of ontwerp, vaak in combinatie met een proefschrift.
Daarnaast dient de persoon hiervoor een promotor te vinden die (schriftelijk) garant voor hem/haar wil staan. Doorgaans begeleidt de promotor het onderzoek en heeft deze ook een doorslaggevende stem bij de keuze van het onderwerp.

## Terminologie
De doctorstitel wordt vaak afgekort als dr. (voor de naam, met punt). Meerdere doctorstitels kunnen worden aangegeven met dr.mult. (van multiplex, meervoudig). Het bezitten van meerdere gewone doctoraten is in Nederland hoogst zeldzaam, maar in landen als Duitsland minder ongewoon.
In sommige landen, zoals Spanje en Duitsland, wordt ook een vrouwelijke vorm van doctor gebruikt, zoals doctora of doctrix, ook afgekort als dra of dr. In Nederland komt deze vorm vrijwel niet voor.
Bij verkrijging van een eredoctoraat is de titel doctor honoris causa (doctor wegens eer). Deze wordt vaak afgekort als dr.h.c.

## Doctor versus dokter
De titel doctor moet worden onderscheiden van dokter, een aanspreektitel voor artsen. Lang niet alle dokters zijn doctor en de meeste doctors zijn geen arts. Het komt weleens voor dat artsen, of vaker leken die over artsen schrijven, de aanspreektitel dokter als dr. afkorten, hoewel dit niet correct is en in Nederland zelfs verboden is, omdat dit het bezitten van de beschermde graad van doctor suggereert. In Angelsaksische landen mogen artsen zich wél (medical) doctor noemen, ook al hebben ze geen doctoraat.

## PhD
In de Angelsaksische landen wordt na promoveren meestal de academische graad Doctor of Philosophy (PhD) gevoerd achter de persoonsnaam, of een andere doctorsgraad op doctorsniveau zoals Doctor of Education (EdD) of Doctor of Business Administration (afgekort DBA) en in sommige landen Doctor of Medicine. Deze graden worden verleend na een begeleid onderzoekstraject dat, anders dan meestal in Nederland het geval is, niet per se tot wetenschappelijke artikelen of een boek hoeft te leiden. De promotie heeft het karakter van het afleggen van een besloten examen dat kan leiden tot aanpassing en zelfs afwijzing van het proefschrift, anders dan de promotie door openbare verantwoording van zelfstandig werk zoals in Nederland, België, Frankrijk en Duitsland.
In Nederland en België vindt het gebruik van de PhD-titel eveneens steeds meer ingang. Vooral wetenschappers die samenwerken met buitenlandse vakgenoten geven soms de voorkeur aan dit internationaal bekende equivalent van de doctorstitel.
PhD is sinds januari 2021 ook een Nederlandse graad en titel, wettelijk met de graad Doctor en titel doctor gelijkgesteld. Sinds 2021 mag een doctor tekenen met D of PhD achter de naam, of met de titel dr. voor de naam dan wel de titel PhD achter de naam. De Dienst Uitvoering Onderwijs kan namens de minister van onderwijs toestemming verlenen tot het voeren van de Nederlandse titel doctor (dr.) op basis van een buitenlands doctorsdiploma op grond van art. 7.23a lid 3 van de WHW.
In Vlaanderen zijn de titels dr. en PhD ook aan elkaar gelijkgesteld: wie in Vlaanderen is gepromoveerd mag naar keuze een van beide titels voeren; wie in een ander land is gepromoveerd mag de titel voeren volgens de regels van het land waar de graad is verleend, met toevoeging van de naam van de universiteit die de graad heeft verleend
Overigens kunnen degenen die in landen met een Angelsaksiche traditie gepromoveerd zijn indien ze dit wensen ook kiezen voor het gebruik van de titel Dr.

## Carrière
De doctorstitel is van belang voor wie een loopbaan als wetenschapper ambieert aan een universiteit. Echter, minder dan 1 op de 3 doctors zijn ook daadwerkelijk werkzaam als onderzoeker aan een universiteit (CBS-onderzoek 2019).
Voor de functie van universitair docent binnen het universitair onderwijs is een doctorstitel meestal een voorwaarde voor benoeming.  Ook voor bepaalde hogere of gespecialiseerde functies in de farmaceutische industrie, zoals een R&D of managementfunctie, is de doctorstitel gewenst. Dat geldt ook voor meer onderzoeksgerichte functies bij bijvoorbeeld banken, energiebedrijven, overheidsinstanties en het hoger beroepsonderwijs.
Uit de statistieken van de OESO blijkt dat 6,5 promille van de Nederlandse beroepsbevolking deze titel mag voeren. Dit is lager dan het EU gemiddelde (7,5 promille). Omgerekend hebben ca. 61.000 mensen in Nederland de doctorstitel (census 2021), waarvan een derde vrouw is. Het aantal vrouwelijke doctoren neemt toe, vooral in alfa- en gamma-richtingen. Zo is van de mensen met een doctorstitel onder de 35 jaar meer dan de helft vrouw.

## Habilitatie
Sommige landen kennen een systeem waarbij wetenschappers na het behalen van het doctoraat nog een hogere titel kunnen verkrijgen. Dit is onder meer het geval in Duitssprekende landen waar men de habilitatie (Duits: Habilitation) kent, een soort 'tweede promotie' die van oudsher een voorwaarde is om als hoogleraar te kunnen worden aangesteld, al zijn er uitzonderingen. Anders dan een gewoon doctoraat wordt bij de habilitatie ook een onderwijsbevoegdheid verleend. Rusland en veel voormalige Sovjet-staten en Oostbloklanden kennen de graad doktor naoek (наук, doctor in de wetenschappen), die volgt op de graad kandidat naoek ('kandidaat in de wetenschappen'). Voorheen gold deze laatste graad als gelijkwaardig aan het doctoraat in de westerse wereld. Frankrijk kent het doctorat d’État (staatsdoctoraat), dat dateert van 1808, en als hoger wordt beschouwd dan het in 1968 ingestelde doctorat de 3e cycle; het doctorat d’État gold vroeger als voorwaarde voor een benoeming als maître de conférences of als hoogleraar, en kan na het doctorat de 3e cycle behaald.

## Historische titel dr. A.L.M.
Voor 1877 gold in Nederland de titel dr. A.L.M., die in de loop van de zeventiende eeuw aan de Noord-Nederlandse universiteiten gebruikelijk werd. Bijvoorbeeld de achttiende- en negentiende-eeuwse Utrechtse professoren Rossijn (onder meer wiskunde) en Moll (natuur- en sterrenkunde) droegen respectievelijk de titels prof.dr. A.L.M. J.T. Rossijn en prof. L.A.M., Phil.dr. G. Moll. A.L.M. is de afkorting voor Artium Liberalium Magister, Meester in de (zeven) vrije kunsten, een oorspronkelijk middeleeuwse academische titel. Later kon de titel van doctor in de wijsbegeerte (Philosophiae Doctor, Phil. dr., PhD) aan de magistertitel worden verbonden zoals in het geval van Gerrit Moll, waar filosofie natuurfilosofie betekent, bijvoorbeeld natuurkunde. Blijkbaar werd A.L.M. ook geschreven als L.A.M. (Liberalium Artium Magister).

## Voetnoten
1. ↑   WHW 7.22 Aanduiding graden Doctor, Doctor of Philosophy of Doctor honoris causa in de naamsvermelding
2. ↑  WHW Art. 7.23a lid 3 Het voeren van een graad of titel op grond van een examen in verband met een buiten Nederland geaccrediteerde opleiding
3. ↑  Decreet betreffende de herstructurering van het hoger onderwijs in Vlaanderen. Edulex (2 september 2013). Gearchiveerd op 11 januari 2016. Geraadpleegd op 27 september 2013.
4. ↑  Gepromoveerden op de arbeidsmarkt - website van het Centraal Bureau voor de Statistiek
5. ↑  OECD work on careers of doctorate holders - website van de OESO
6. ↑  Feiten & Cijfers Promovendi - website van het VSNU
7. ↑  Aantal gepromoveerde vrouwen neemt toe, vooral in alfa- en gamma-richting - website CBS. Gearchiveerd op 26 juli 2022.
8. ↑  De Wet op het Hoger Onderwijs van 1876 (28 april 1876) schafte de titel dr. A.L.M. af?[bron?]
9. ↑  Albumacademicum.uva.nl Toelichting op de inhoud. Doctoraten van 1632 tot 1877 Artes; Letteren en Wijsbegeerte; Wis- en Natuurkunde
10. ↑  Profs.library.uu.nl Catalogus professorum Academiae Rheno-Trajectinae Prof.dr. A.L.M. J.T. Rossijn (1744 - 1817). Gearchiveerd op 8 mei 2019.
11. ↑  Profs.library.uu.nl Catalogus professorum Academiae Rheno-Trajectinae Prof.L.A.M., Phil.dr. G. Moll (1785 - 1838)
12. ↑  Ensie.nl Magister uit Winkler Prins 1870. Gearchiveerd op 8 mei 2019.

Bachelor-masterstructuur